# Brachidontes
Genre
Synonymes
- sous-genre Scolimytilus (Aeidimytilus) Olsson, 1961[1]

Brachidontes est un genre de mollusques bivalves de la famille des Mytilidae (les « moules »).

## Systématique
Le genre Brachidontes a été créé en 1840 par le biologiste et illustrateur britannique William John Swainson (1789-1855)

## Liste d'espèces
Selon World Register of Marine Species (17 septembre 2021) :
- Brachidontes adamsianus (Dunker, 1857)
- Brachidontes australis Martens, 1879
- Brachidontes crebristriatus (Conrad, 1837)
- Brachidontes darwinianus (d'Orbigny, 1842)
- Brachidontes domingensis (Lamarck, 1819)
- Brachidontes dunkeri M. Huber, 2015
- Brachidontes erosus (Lamarck, 1819)
- Brachidontes esmeraldensis (Olsson, 1961)
- Brachidontes evansi (E. A. Smith, 1903)
- Brachidontes exustus (Linnaeus, 1758)
- Brachidontes granulatus (Hanley, 1843)
- Brachidontes houstonius Bartsch & Rehder, 1939
- † Brachidontes lineatus (J. de C. Sowerby, 1836)
- Brachidontes modiolus (Linnaeus, 1767)
- Brachidontes mutabilis (Gould, 1861)
- Brachidontes niger (Gmelin, 1791)
- Brachidontes pharaonis (P. Fischer, 1870)
- Brachidontes playasensis (Pilsbry & Olsson, 1935)
- Brachidontes puniceus (Gmelin, 1791)
- Brachidontes puntarenensis (Pilsbry & H. N. Lowe, 1932)
- Brachidontes rodriguezii (d'Orbigny, 1842)
- Brachidontes rostratus (Dunker, 1857)
- Brachidontes sculptus (Iredale, 1939)
- Brachidontes semilaevis (Menke, 1848)
- Brachidontes subramosus (Hanley, 1843)
- Brachidontes undulatus (Dunker, 1857)
- Brachidontes ustulatus (Lamarck, 1819)
- Brachidontes variabilis (Krauss, 1848)
- Brachidontes virgiliae (Barnard, 1964)
- † Brachidontes willetsi (Marwick, 1928)

## Publication originale
- William Swainson, A treatise on Malacology; or, the natural classification of shells and shell fish, 1840, 419 p. (DOI 10.5962/BHL.TITLE.8027, lire en ligne).